# Лазаренко Людмила Миколаївна
Людмила Миколаївна Лазаре́нко (нар. 12 лютого 1963, село Пляхова, Козятинський район, Вінницька область) — українська мікробіологиня, що працює в галузі вірусології, докторка біологічних наук, лауреатка Державної премії України в галузі науки і техніки.

## Життєпис
Випускниця Київського державного університету імені Тараса Шевченка 1985 року. Після закінчення вишу почала працювати в Інституті мікробіології і вірусології імені Д. К. Заболотного НАН України. З 2007 року — провідний науковий співробітник відділу проблем інтерферону і імуномодуляторів. Паралельно у 2009–2012 роках обіймала посаду професора кафедри біотехнології та біотехніки Національного технічного університету України «Київський політехнічний інститут імені Ігоря Сікорського».

## Наукова діяльність
Галузі наукових інтересів: фізіологічні ролі системи інтерферону та інших імунорегуляторних цитокінів при фізіологічній нормі та патологічних процесах (інфекційно-запалювальних захворюваннях бактеріального, вірусного або вірусно-бактеріального генезу; передпухлинних і пухлинних захворюваннях, індукованих канцерогенними вірусами); розроблення технологій отримання пробіотиків на основі штамів лакто- та біфідобактерій, які мають антибактеріальну дію та високий рівень здатності балансувати імунну відповідь при інфекційно-запалювальних захворюваннях бактеріального, вірусного та грибкового походження шляхом індукції цитокінів різної природи; оптимізація комплексного лікування хворих із інфекційно-запалювальними і передпухлинними захворюваннями на основі використання препаратів інтерферону або індукторів інтерферону з урахуванням чутливості організму до їхньої дії.

## Основні праці
- Интерферон и система мононуклеарных фагоцитов. К., 2002 (у співавторстві)
- Папилломавирусная инфекция и система интерферона. К., 2008 (у співавторстві)
- Діагностика та комплексне лікування хворих на папіломавірусну інфекцію шийки матки з використанням препаратів інтерферону та їх індукторів. К., 2012 (у співавторстві)
- Gold nanoparticles — the theranostic challenge for PPPM: nanocardiology application // EPMA Journal. 2013. № 4(18) (у співавторстві)
- Development of biomarker panel to predict, prevent and create treatments tailored to the persons with human papillomavirus-induced cervical precancerous lesions // Там само. 2014. № 5(1) (у співавторстві)

## Нагороди

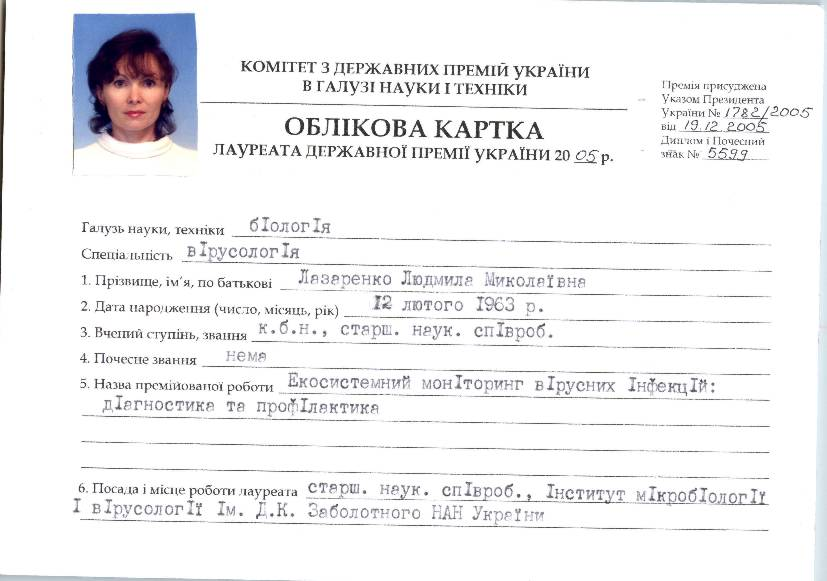
Облікова картка Лауреата Державної премії України Лазаренко Людмили Миколаївни

- Державна премія УРСР в галузі науки і техніки (2005) — за екосистемний моніторинг вірусних інфекцій: діагностика та профілактика (спільно з Бойком Анатолієм Леонідовичем, Поліщуком Валерієм Петровичем, Князєвою Нінель Аркадіївною, Патикою Володимиром Пилиповичем, Старчеусом Анатолієм Павловичем, Карповим Олександром Вікторовичем, Співаком Миколою Яковичем і Смирновим Валерієм Веніаміновичем)[1].
- Премія НАН України імені Д. К. Заболотного (2000 — за цикл робіт «Роль системи інтерферону в імунопатогенезі бактеріальних та вірусних інфекцій», спільно зі Співаком Миколою Яковичем і Руденко Аделлю Вікторівною).
- Премія НАН України імені І. І. Мечникова (2004 — за цикл наукових праць «Інтерферон та система мононуклеарних фагоцитів», спільно з Михайленком Олексієм Володимировичем і Співаком Миколою Яковичем)
- Премія НАН України імені О. В. Палладіна (2010 — за цикл наукових праць «Молекулярно-біологічні особливості інтерфероногенезу та створення науково обґрунтованих підходів до використання препаратів інтерферону і їх індукторів при патології», спільно зі Співаком Миколою Яковичем і Жолобак Надією Михайлівною).
- Премія НАН України для молодих учених і студентів вищих навчальних закладів за кращі наукові роботи (1998 — за роботу «Імунорегуляторна роль інтерферону при запальних захворюваннях стафілококової етіології», спільно з Яковенко Людмилою Федорівною).